# Hypena evamariae
Hypena evamariae är en fjärilsart som beskrevs av Martin Lödl 1994. Hypena evamariae ingår i släktet Hypena och familjen nattflyn. Inga underarter finns listade i Catalogue of Life.